# Arctic Climate Impact Assessment
L'Arctic Climate Impact Assessment (ACIA) est une étude décrivant le changement climatique en cours dans l'Arctique et ses conséquences : hausse des températures, perte de glace de mer, fonte sans précédent de la calotte glaciaire du Groenland, et de nombreux impacts sur les écosystèmes, les animaux et les hommes. L'ACIA est la première évaluation approfondie, entièrement référencée et examinée de manière indépendante, du changement climatique dans l'Arctique, et de ses impacts pour la région et pour le monde. Le projet a été mené par le Conseil intergouvernemental de l'Arctique et le Comité scientifique international de l'Arctique. Trois cents scientifiques participent à l'étude sur une période de trois ans.
Le rapport de synthèse de 140 pages Impacts of a Warming Arctic est publié en novembre 2004, et le rapport scientifique plus tard en 2005.
Le secrétariat de l'ACIA est situé au Centre international de recherche sur l'Arctique de l'Université de l'Alaska à Fairbanks.

## Études ultérieures
Le rapport 2006 sur l'état de l'Arctique de la National Oceanic and Atmospheric Administration met à jour certains des éléments du rapport de l'ACIA. Prises collectivement, les observations présentées dans le rapport de la NOAA montrent des preuves convaincantes d'une période prolongée d'anomalies de température chaude dans l'Arctique, étayées par une réduction continue de l'étendue de la glace de mer, observée à la fois au maximum hivernal et au minimum estival, et des changements généralisés dans la végétation arctique. La tendance au réchauffement est quelque peu tempérée par des changements dans les schémas spatiaux des températures terrestres et de la salinité et de la température des océans. Bien qu'il y ait encore d'importants changements de région à région dans le climat de l'Arctique, la grande étendue spatiale des changements récents de la température de l'air, de la glace de mer et de la végétation est plus importante que celle observée au cours du XXe siècle. Le rapport de la NOAA est un examen des conditions environnementales au cours des cinq dernières années par rapport à celles de la dernière partie du XXe siècle, réalisé par un groupe international de vingt scientifiques. Ces derniers ont développé un consensus sur le contenu et la fiabilité des informations.
La fiche de rapport sur l'Arctique de la National Oceanic and Atmospheric Administration présente des informations annuellement mises à jour et révisées par des pairs sur les observations récentes des conditions environnementales dans l'Arctique par rapport à des documents historiques. La conclusion pour 2010 est qu'un retour aux conditions arctiques antérieures est peu probable. Des températures record dans l'Arctique canadien et au Groenland, une réduction de la couverture de glace de mer en été, une diminution record de la couverture de neige et des liens avec certaines conditions météorologiques de l'hémisphère Nord appuient cette conclusion.
En avril 2008, le rapport du Fonds mondial pour la nature intitulé Arctic Climate Impact Science – An Update Since ACIA est lancé lors de la réunion du Conseil de l'Arctique. Il fournit alors un examen approfondi et actualisé de la science de l'impact climatique dans l'Arctique depuis l'ACIA de 2005. Le rapport complet peut être téléchargé gratuitement à partir du site Web du WWF.

### Évaluation de la biodiversité arctique
L'ACIA a appelé à une capacité améliorée de surveiller et de comprendre les changements dans l'Arctique, ainsi qu'à une amélioration de la surveillance à long terme de la biodiversité de l'Arctique. En réponse à cette recommandation, le groupe de travail Conservation of Arctic Flora & Fauna (CAFF) du Conseil de l'Arctique s'est lancé dans l'évaluation de la biodiversité de l'Arctique.

### Programme de surveillance de la biodiversité
En réponse à l'appel de l'ACIA pour une meilleure surveillance, le CAFF a créé le programme de surveillance de la biodiversité circumpolaire (CBMP). Le CBMP est un réseau international de scientifiques, d'organismes gouvernementaux, d'organisations autochtones et de groupes de conservation qui travaillent ensemble pour harmoniser et intégrer les efforts de surveillance des ressources vivantes de l'Arctique.